# Aleksandar Rakodczay
Aleksandar pl. Rakodczay (Bratislava, 25. rujna 1848. – Trenkovo, 10. travnja 1924.), ban Kraljevine Hrvatske, Slavonije i Dalmacije od 1907. do 1908., istaknuti podupiratelj mađarskih vlasti u Hrvatskoj.

## Životopis
Potječe iz mađarske plemićke obitelje koja se u 17. stoljeću nastanila u Zagorju te je također nosila prezime Fuček. Godine 1848. zbog pristajanja uz Mađare tijekom Revolucije bježi u Mađarsku gdje mu se rađa sin Aleksandar. Obitelj se kasnije vraća u Hrvatskoj. Studira pravo u Budimpešti, nakon diplome 1873. radi kao pripravnik pri hrvatskom ministarstvu. Od 1874. radi kao sudac u Somboru, Baji i Velikoj Kikindi. Kao pomoćni referent pri Kraljevskom stolu radi od 1884. godine. U Hrvatsku se vraća na poziv bana Khuena-Héderváryja 1885. u službu državnog odvjetnika. Imenovan je 1886. sudcem Stola sedmorice. Kasnije postaje, 1893., predsjednik Sudbenog stola, 1898. potpredsjednik, a 1905. predsjednik Banskog stola u Zagrebu.
Za vrijeme službovanja sudi đacima optuženima za spaljivanje mađarske zastave u Zagrebu 1895.
Banom je imenovan 26. lipnja 1907., nakon što je njegov prethodnik Teodor Pejačević podnio ostavku. Iste godine je potvrđena Željeznička pragmatika koja je ozakonila službenu uporabu mađarskog jezika na željeznici i u Hrvatskoj, iako je Hrvatsko-ugarskom nagodbom zajamčeno da je službeni jezik u Hrvatskoj hrvatski. Hrvatsko-srpska koalicija nastavila je borbu protiv mađarizacije i protiv bana "mađarona". Rakodczay je teško nalazio pobornike svoje politike, pa mu je trebalo tri mjeseca nakon imenovanja kako bi pronašao tri čovjeka spremna preuzeti odjele u hrvatskoj vladi. Nije uspio ni osnovati svoju stranku kako bi provodio ugarsku politiku u Hrvatskoj, pa je ubrzo pao u nemilost i ugarske vlade. U prosincu 1907. Hrvatski sabor je donio prijedlog da se ban Rakodczay stavi pod optužbu zbog izdaje državnih prava. Sabor je raspušten, a Rakodczy je 8. siječnja 1908. podnio ostavku. Novim banom imenovan je Pavao Rauch. Nastavlja služiti kao predsjednik Stola sedmorice sve do 1912.
Ugarska vlada ga je 1913. ponovno htjela proglasiti banom, no to nije uspjelo.
Život do smrti provodi na svome ladanju u požeškom Trenkovu. Bio je također aktivni član Hrvatskog planinarskog društva.